# Karatavitidae
Famille
Les Karatavitidae sont une famille fossile d'insectes hyménoptères du sous-ordre des symphytes et de la super-famille des Orussoidea. 
Les différentes espèces ont été trouvées dans des terrains datant du Jurassique en Allemagne, en Chine et au Kazakhstan.

## Taxinomie
Selon Fossilworks, le taxon comprend une sous-famille, les †Auliscinae, et 7 genres : †Grimmaratavites, †Karatavites, †Postxiphydria, †Postxiphydroides, †Praeparyssites, †Praeratavites et †Praeratavitoides.